# Седъю (приток Большого Патока)
Седъю, Сёд-Ю — река в России, протекает в районе Печора Республики Коми. Устье реки находится в 55 км по правому берегу реки Большой Паток. Длина реки составляет 46 км.
Река начинается на склонах Приполярного Урала северо-восточнее горы Сабля. Исток находится на генеральном водоразделе Печоры и Оби, рядом берут начало реки бассейна Сыни. Генеральное направление течения — юг и юго-запад. Всё течение проходит по ненаселённой, холмистой тайге в черте национального парка Югыд ва. Течение в верховьях носит, бурный, горный характер, ниже немного замедляется до 1,5 — 1,6 м/с. В среднем и нижнем течении образует многочисленные острова. Приток — Левый Седъю (левый). В нижнем течении ширина реки около 30 метров, скорость течения — 1,5 м/с.

## Данные водного реестра
По данным государственного водного реестра России относится к Двинско-Печорскому бассейновому округу, водохозяйственный участок реки — Печора от водомерного поста у посёлка Шердино до впадения реки Уса, речной подбассейн реки — бассейны притоков Печоры до впадения Усы. Речной бассейн реки — Печора.
По данным геоинформационной системы водохозяйственного районирования территории РФ, подготовленной Федеральным агентством водных ресурсов:
- Код водного объекта в государственном водном реестре — 03050100212103000062743
- Код по гидрологической изученности (ГИ) — 103006274
- Код бассейна — 03.05.01.002
- Номер тома по ГИ — 03
- Выпуск по ГИ — 0